# Есеїст
Есеїст — від есей; письменник, який пише есеїстичні твори.
В англійській мові слово «есеїст» (англ. essayist) вперше використав англійський поет і драматург Бен Джонсон в 1609 році, хоча засновником есею як жанру вважається французький письменник Мішель Монтень (1533—1592), адже від назви його головного твору «Проби» (фр. Essais) якраз і походить назва жанру «есей» і похідне від нього поняття «есеїст».
Як есеїсти виступали, наприклад, в XIX столітті Томас Карлайл, Вільям Газліт, Меф'ю Арнольд, Оскар Вайльд, Ральф Волдо Емерсон, Генрі Девід Торо та багато інших.
Серед відомих есеїстів XX століття можна назвати Бернарда Шоу, Герберта Веллса, Ґілберта К. Честертона, Джорджа Орвелла, Томаса Манна, Андре Моруа, Жана-Поля Сартра, Чеслава Мілоша.
В українській літературі до жанру есею в XX столітті зверталися Володимир Винниченко, Дмитро Донцов, Дарія Віконська, Віктор Петров, Євген Маланюк, Юрій Липа, Улас Самчук, Юрій Шевельов та інші.
Яскравими представниками української есеїстики в діаспорі були Аркадій Любченко, Григорій Костюк, Юрій Лавріненко, Іван Багряний, Василь Барка, Ігор Костецький, Богдан Осадчук, Богдан Рубчак.
До есеїстики зверталися українські літературознавці Іван Дзюба, Євген Сверстюк, Григорій Грабович, Наталка Білоцерківець, Людмила Таран, Тамара Гундорова, Іван Андрусяк, Віра Агеєва, Єлеонора Соловей, Олександр Бойченко.
Авторами есеїв на культурологічну тематику були Василь Скуратівський, Оксана Пахльовська, Леонід Ушкалов, Оксана Забужко, Андрій Бондар, Олександр Михед, Василь Махно; історичні теми в есеях розробляли Ярослав Грицак, Андрій Портнов (історик), Юрій Шаповал; до філософської тематики зверталися Мирослав Попович, Мирослав Маринович, Тарас Возняк, Тарас Лютий, Володимир Єрмоленко; політологічні теми заторкували Микола Рябчук, Максим Стріха та інші.
В жанрі есею працювало чимало українських присьменників, відомих насамперед своїми прозовими творами, серед них варто згадати Павла Загребельного, Івана Драча, Олеся Гончара, Юрія Андруховича, Тараса Прохаська, Володимира Єшкілєва, Костянтина Москалця, Євгена Пашковського, Василя Шкляра, Макса Кідрука («Небратні»), Андрія Любку («Саудаде»).
Премія імені Юрія Шевельова щорічно відзначає найкращих українських есеїстів. 